# Nuklearna elektrana Fukushima 1
Nuklearna elektrana Fukushima I  (japanski 福島第一原子力発電所, romaji: Fukushima Daiichi Genshiryoku Hatsudensho) je nuklearna elektrana smještena u gradu Okuma u distriktu Futaba japanske prefekture Fukushima.
Elektrana se sastoji od šest reaktora s kipućom vodom. Ti lakovodni reaktori zajedno imaju snagu od 4,7 GW, što Fukushimu I čini jednom od 25 najvećih nuklearnih elektrana na svijetu. Fukushima I je bila prva nuklearna elektrana sagrađena i u potpunosti vođena od strane Tokyo Electric Power Company (TEPCO).
U ožujku 2011., neposredno nakon Potresa i cunamija u Sendaiju, japanska vlada proglasila je izvanredno stanje i evakuirala stanovnike u blizini Fukushime I.
Južno od Fukushime I nalazi se i Fukushima II, kojom također upravlja TEPCO.

## Vanjske poveznice
- Official site c/o Tokyo Electric Company 東京電力・福島第一原子力発電所  Arhivirana inačica izvorne stranice od 5. travnja 2009. (Wayback Machine)
  - TEPCO News Releases. Tokyo Electric Power Company
- JAIF-ovi dokumenti s dnevno ažuriranim stanjima jedinica u elektrani  Arhivirana inačica izvorne stranice od 19. travnja 2011. (Wayback Machine)
- IAEA Alert Log. International Atomic Energy Agency
- News releases  Arhivirana inačica izvorne stranice od 15. ožujka 2011. (Wayback Machine) of Japan's Nuclear and Industrial Safety Agency.
- An Overview of BWR Severe Accident Sequence Analysis
- Nuclear Energy Institute (US) Japanese earthquake site  Arhivirana inačica izvorne stranice od 16. ožujka 2011. (Wayback Machine)

### Medijske datoteke
- Eksplozija vodika u vanjskoj zgradi jedinice #1
- Eksplozija vodika u vanjskoj zgradi jedinice #3